# Charitopes spilurus
Charitopes spilurus là một loài tò vò trong họ Ichneumonidae.